# Ornithogalum mysum
Ornithogalum mysum là một loài thực vật có hoa trong họ Măng tây. Loài này được Speta mô tả khoa học đầu tiên năm 1991.